# Leucopis militia
Leucopis militia är en tvåvingeart som beskrevs av Mcalpine 1971. Leucopis militia ingår i släktet Leucopis och familjen markflugor. Inga underarter finns listade i Catalogue of Life.